# Godło Palestyny
Godło Palestyny przedstawia tarczę z barwami panarabskimi występującymi na fladze Palestyny na piersi orła Saladyna. Poniżej znajduje się arabski napis przedstawiający nazwę kraju ("فلسطين" – Palestyna).